# Cho Chikun
Cho Chihun 25º Honinbo Meijin Honorario (20 de junio de 1956, Busan, Corea del Sur) es un jugador de go profesional.

## Campeonatos y subcampeonatos
| Títulos                          | Años ganado                       |
| -------------------------------- | --------------------------------- |
| Actuales                         | 53                                |
| Kisei                            | 1983–1985, 1994, 1996–1999        |
| Meijin                           | 1980–1984, 1996–1999              |
| Honinbo                          | 1981, 1982, 1989–1998             |
| Judan                            | 1982, 1988, 1989, 2005–2007       |
| Tengen                           | 1987, 1988                        |
| Oza                              | 1994, 2001                        |
| Gosei                            | 1979, 1986                        |
| Copa NEC                         | 1983, 1984, 1999, 2000, 2001      |
| Copa Agon                        | 2002                              |
| Copa NHK                         | 1983, 1992, 1996, 2007            |
| Ryusei                           | 1991, 1993                        |
| Extintos                         | 17                                |
| Kakusei                          | 1982, 1985                        |
| Shin-Ei                          | 1973, 1974, 1977                  |
| Campeonato Hayago                | 1985, 1990–1992, 1996, 2001, 2002 |
| Campeonato JAL Super Hayago      | 2004                              |
| Diez Mejores Profesionales Asahi | 1975                              |
| Ocho Mejores Jugadores Asahi     | 1976                              |
| Copa Shusai Cup                  | 1982                              |
| Copa Rivales (Kobayashi Koichi)  | 1977                              |
| Continentales                    | 3                                 |
| Tengen China-Japón               | 1988, 1989                        |
| Copa Agon China-Japón            | 2003                              |
| Internacionales                  | 2                                 |
| Copa Samsung                     | 2003                              |
| Copa Fujitsu                     | 1991                              |
| Totales                          | 75                                |

| Título                   | Años perdido                       |
| ------------------------ | ---------------------------------- |
| Actuales                 | 37                                 |
| Kisei                    | 1986, 1995, 2000, 2008             |
| Meijin                   | 1985, 2000, 2002                   |
| Honinbo                  | 1983, 1999                         |
| Judan                    | 1983, 1990, 1991, 2008             |
| Tengen                   | 1989                               |
| Oza                      | 1977, 1987, 1995, 1999, 2000, 2002 |
| Gosei                    | 1980, 1982, 1987                   |
| Copa NEC                 | 1987, 1993, 1994, 1997             |
| Copa Agon                | 1994, 1998, 2000                   |
| Copa NHK                 | 1980, 2001, 2004, 2008             |
| Shinjin-O                | 1977                               |
| Ryusei                   | 1992, 1998                         |
| Extintos                 | 5                                  |
| Kakusei                  | 1994, 1995                         |
| Campeonato Hayago        | 1986                               |
| Shin-Ei                  | 1972                               |
| Campeonato Nihon Ki-In   | 1975                               |
| Copa del primer ministro | 1972                               |
| Internacionales          | 1                                  |
| Copa Tong Yang           | 1993                               |
| Totales                  | 43                                 |

 Nota: Diez Mejores Profesionales Asahi, Ocho Mejores Jugadores Asahi, Copa Shusai, Copa Rivales, Campeonato Nihon Ki-In, y la Copa del primer ministro no están contados en el total.

## Premios
- Alcanzó las 1000 victorias en 1999, las 1200 en 2005 y las 1300 en 2008.
- Nueve veces ganador del "Jugador Más Excepcional" de la revista KIDO.
- Nueve veces ganador del Premio Hidetoshi.
- Cuatro veces ganador del Premio Shusai.
- Premio Club de Periodistas en 1986.
- Ganador del Premio Ciudadano honorario de Chiba en 1996.